# Georgios Rallis
Georgios Ioannis Rallis (en griego: Γεώργιος Ιωάννης Ράλλης; Atenas, 26 de diciembre de 1918-Corfú, 15 de marzo de 2006) fue un político griego y primer ministro de su país.

## Biografía
Procedente de una antigua familia de políticos griegos, fue hijo de Ioannis Rallis, nieto de Dimitrios Rallis y Georgios Theotokis, y sobrino de Ioannis Theotokis.
Estudió derecho y ciencia política en la capital griega antes de combatir a la Italia fascista en 1940.
Ocupó varios puestos de ministro. Después de la instauración de la democracia en 1974, fue ministro de Educación, reformó la ley educativa y la lengua griega. En 1978, fue ministro de Relaciones Exteriores, el primero en visitar la Unión Soviética. Negoció la inclusión de Grecia en la CEE. Fue primer ministro desde 1980 hasta 1981, cuando su partido perdió las elecciones. Durante su año en el poder, Grecia entró a formar parte de la OTAN.
A pesar de su orígenes patricios, su modestia y su simplicidad lo hicieron muy popular entre los griegos. Murió de una insuficiencia cardíaca.
| Predecesor: Constantinos Karamanlís | Primer ministro de Grecia 1980 - 1981 | Sucesor: Andreas Papandreou |

- Datos: Q252657
- Multimedia: Georgios Rallis / Q252657